# 저온물리학

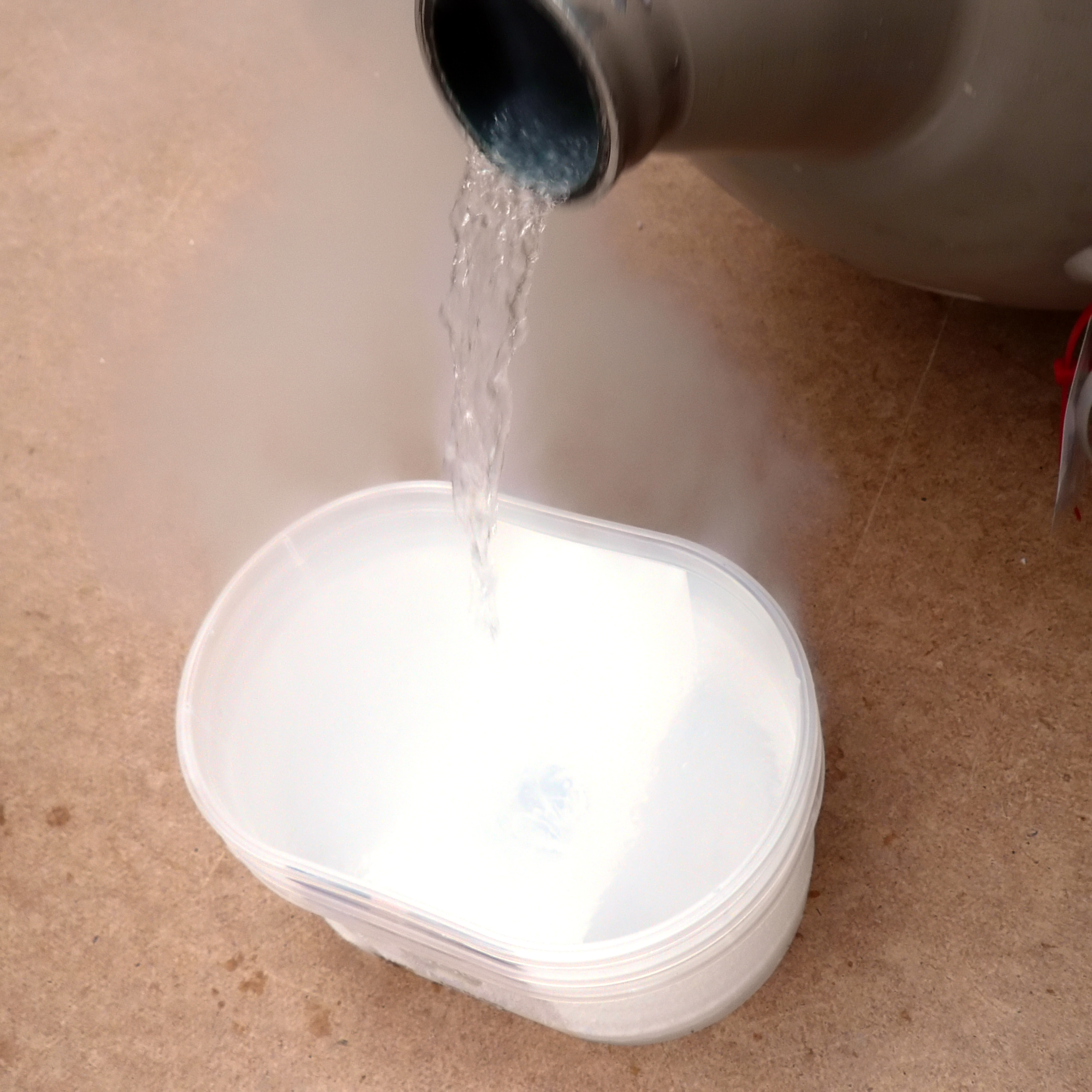
액체 질소

저온물리학(低溫物理學, Cryogenics)은 저온상태에서에 물질의 성질을 연구하는 물리학의 한 분야다. 4.2켈빈 이하인 온도에서 연구하는 것을 뜻한다.

## 같이 보기
- 물리학
- 카피차